# Blood Money (Breaking Bad)
"Blood Money" es el noveno episodio de la quinta temporada de la serie dramática de televisión estadounidense Breaking Bad, el primer episodio de la segunda y última parte de la temporada y el episodio 55 en general de la serie. Escrito por Peter Gould y dirigido por el protagonista Bryan Cranston, se emitió en AMC en los Estados Unidos y Canadá el 11 de agosto de 2013, como estreno de mitad de temporada.
Por su actuación en el episodio, Dean Norris fue llamado "Artista de la semana" por TVLine.

## Trama
En un flashforward al 7 de septiembre de 2010, Walter, con su look desaliñado y después de comprar la ametralladora. llega a su casa, que ahora se encuentra abandonada, en ruinas y cercada. Entra y ve la palabra "HEISENBERG" pintado con spray en la pared de la sala, además, ve a adolescentes andar en patineta en su piscina vacía en el patio trasero; en ello, recupera un frasco escondido de ricina de su habitación. Cuando se va, saluda a su antigua vecina, Carol, quien está sorprendida por su presencia.
En el presente, Hank sale del baño aún tambaleándose al encontrar la dedicatoria manuscrita de Gale Boetticher en la copia de Walt de Leaves of Grass. Al darse cuenta de que su cuñado era Heisenberg todo este tiempo, Hank le pide a Marie Schrader irse a casa, excusándose de que siente una molestia estomacal. Mientras conduce a casa, Hank sufre un ataque de pánico y se desvía de la carretera hacia un patio. Fingiendo estar enfermo para trabajar desde casa, Hank revisa los archivos de casos de la DEA sobre Heisenberg y Gus Fring, vinculando personas, eventos y circunstancias, además de hacer coincidir la letra de la dedicatoria de Leaves of Grass con la del cuaderno de laboratorio de Gale, para confirmar que Walt es Heisenberg.
Walt, que ha dejado el negocio de la metanfetamina, discute con Skyler formas de expandir su negocio de lavado de autos y lavar su dinero de las drogas más rápido para mantener su historia. Lydia llega al lavado de autos suplicando la ayuda de Walt, ya que la calidad de la metanfetamina ha caído por debajo de los estándares aceptables desde su retiro. Walt la despide y Skyler le advierte firmemente que nunca regrese. El cáncer de Walt regresa, pero se lo oculta a su familia y se somete a quimioterapia nuevamente.
Mientras tanto, Jesse se siente culpable por su papel en el negocio de la metanfetamina de Walt, y aún está particularmente angustiado por la muerte de Drew Sharp así como sospechando de un destino similar para Mike. Da todo el dinero que recibió de Walt a Saul Goodman y le pide que entregue la mitad a la nieta de Mike y la otra mitad a los padres de Drew. Saul se niega, advirtiendo que levantaría sospechas, y se lo informa a Walt, quien visita a Jesse para devolverle el dinero. Walt le miente a Jesse y le dice que Mike todavía está vivo y que no necesita ayuda para cuidar a su nieta. Jesse todavía está angustiado y por la noche, le da un paquete de $10,000 dólares a un vagabundo. Luego conduce por un vecindario, tirando fajos de dinero en efectivo en los jardines delanteros.
En su baño, mientras vomitaba por los efectos de la quimioterapia, Walt encuentra que falta su copia de Leaves of Grass. Alarmado por el momento coincidente de la aparente enfermedad de Hank, sus sospechas aumentan cuando descubre un rastreador GPS en su automóvil similar al que Hank usó mientras rastreaba a Gus. Va a visitar a Hank y le pregunta sobre el rastreador; un Hank enfurecido golpea a Walt y lo acusa de ser Heisenberg. Walt le dice a Hank que sería difícil probar sus acusaciones; en cualquier caso, Walt le dice que su cáncer ha regresado y probablemente lo mataría antes de que pudiera ser encarcelado. Hank mira a Walt con incredulidad y le dice que ya ni siquiera lo reconoce. Walt le responde amenazadoramente que si esto es cierto, entonces debería "andar con cuidado".

## Producción

### Dedicación
El episodio está dedicado a Kevin Cordasco, un fanático de la serie de 16 años que había conocido a varios miembros del elenco y el equipo de la serie; Cordasco murió a principios de 2013 a causa de un neuroblastoma. Esta fue la cuarta dedicación en el transcurso de la serie.